# Mihai Popescu (handbalist)
Mihai Cătălin Popescu (n. 15 martie 1985, Găești, România) este un handbalist român care joacă pentru clubul francez Saint-Raphaël Var HandBall și echipa națională a României pe postul de portar.
În 2009, Popescu a primit titlul de Cetățean de onoare al orașului natal, Găești.
Popescu a debutat la naționala de seniori în 2001. Până pe 15 ianuarie 2012, el a jucat pentru România în 88 de meciuri, în care a înscris și un de gol.

## Palmares
- Liga Națională:
  - Câștigător: 2004, 2006, 2007, 2009, 2010, 2011, 2012, 2013, 2014
- Cupa României:
  -  Câștigător: 2006, 2011, 2012, 2013, 2014
- Supercupa României:
  -  Câștigător: 2013, 2014
- Cupa Cupelor EHF:
  - Semifinalist: 2006
  - Sfertfinalist: 2007, 2009
- Cupa Challenge EHF:
  - Semifinalist: 2004

## Premii
- Handbalistul român al anului: 2010, 2011, 2012, 2015, 2016, 2017, 2018, 2019[4][5][6][7]